# Biaryle
| Biaryle                                       |
| Biphenyl (nicht: Diphenyl)                    |
| 2-Phenylphenol                                |
| Diphensäure                                   |
| Biphenyl-4,4′-dicarbonsäure                   |
| BINAP-Enantiomere besitzen axiale Chiralität. |
| BINOL-Enantiomere besitzen axiale Chiralität. |

Als Biaryle (nicht: Diaryle) bezeichnet man Verbindungen, bei denen zwei Arylgruppen über eine Einfachbindung miteinander verknüpft sind. Das einfachste Biaryl ist Biphenyl. Verbindungen, in denen drei Arylgruppen über Einfachbindungen miteinander verknüpft sind, nennt man Teraryle und solche mit vier Quateraryle.

## Synthese
Die Synthese kann durch verschiedene Methoden erfolgen:
- Ullmann-Reaktion  ausgehend von Arylhalogeniden und Kupferpulver. Es werden so vor allem symmetrische Biaryle hergestellt.
- Kreuzkupplungen (Hiyama-Kupplung, Kumada-Kupplung, Negishi-Kupplung, Stille-Kupplung, Suzuki-Kupplung) erlauben die gezielte Synthese unsymmetrischer Biaryle.

## Verwendung
Die Herstellung von Biarylen mittels Kreuzkupplung ist ein wichtiges Werkzeug in der präparativen organischen Chemie und hat hier ganz besondere Bedeutung in der Synthese von Wirkstoff-Bibliotheken, um Struktur-Wirkungs-Beziehungen (SAR) zu untersuchen.
Reine Enantiomere von BINOL und BINAP – sowie entsprechende Derivate – haben Bedeutung als enantioselektive Katalysatoren in der gezielten Herstellung von enantiomerenreinen Naturstoffen und Arzneistoffen erlangt. BINOL dient beispielsweise als Ligand eines Lanthanoids in der Shibasaki-Aldolreaktion, um unmodifizierte Aldehyde enantioselektiv an Ketone zu addieren. Vom BINOL abgeleitete Heterobimetallkatalysatoren werden auch in der enantioselektiven Addition von Phosphornukleophilen an Imine eingesetzt.